# Аманда (тропический шторм, 2020)
Тропический шторм «Аманда» (англ. Tropical Storm Amanda) — кратковременный тропический шторм, который в конце мая 2020 года вызвал наводнение и оползни в Центральной Америке, приведшие к человеческим жертвам. Второй тропический циклон и первый названный шторм в сезоне ураганов Тихого океана 2020 года. Остатки тропического шторма сформировали Тропический шторм Кристобаль в Атлантике.
Президент Сальвадора Найиб Букеле пообещал в ночь на воскресенье, что каждой семье в Комунидад Нуэва Исреал, чей дом затопил Аманда, будет предоставлено по 10 000 долларов.

## Последствия

### Гватемала
31 мая Аманда совершила выход на берег в Гватемале. Правительство Гватемалы вынес предупреждение о тропическую шторм для всей береговой линии Гватемалы, от Мексики до границы с Сальвадор. В Гватемале было открыто почти 1500 приютов для пострадавших от шторма. По всей стране погибли два человека.

### Сальвадор
В Сальвадоре проливных дождей нанесли значительный ущерб вдоль прибрежных городов страны, когда реки выходили из берегов и смывали здания. Осадки достигли 267,4 мм (10,53 дюйма). Аманда убила 16 человек в Сальвадора, из которых как минимум шесть погибли в результате вспышки, а один погиб от разрушенного дома. Семь человек остаются пропавшими без вести по состоянию на 2 июня. По всей стране были повреждены более 900 домов, а 1200 семей были эвакуированы до 51 убежища через Ла-Либертад, Сан-Сальвадор, Сонсонате и Сан-Висенте. В столице Сан-Сальвадоре было уничтожено 50 домов. Президент Сальвадора Наиб Букел объявил 15-дневное чрезвычайное положение из-за шторма. Существуют временные снятия ограничений на движение для длительной пандемии COVID-19, позволяет людям покупать лекарства, тогда как магазины аппаратных средств разрешается открывать с ограниченной мощностью, чтобы люди могли приобрести оборудование для ремонта. Убытки по всей стране оцениваются в размере более 200 миллионов долларов США.

## Примечание
1. 1 2  Maura Kelly, Accuweather. Amanda leaves destructive flooding in El Salvador, Guatemala. accuweather.com. Дата обращения: 1 июня 2020. Архивировано 1 июня 2020 года.
2. ↑  Tropical Storm AMANDA Intermediate Advisory Number   3A. www.nhc.noaa.gov. Дата обращения: 31 мая 2020. Архивировано 4 июня 2020 года.
3. ↑  Tropical Depression Two-E Advisory 1. nhc.noaa.gov. Дата обращения: 1 июня 2020. Архивировано 4 июня 2020 года.
4. ↑  Lluvias causan 16 muertes en El Salvador y dejan a más de 7,000 refugiados (исп.). NBC. EFE. 2 июня 2020. Архивировано 11 декабря 2020. Дата обращения: 2 июня 2020.
5. ↑  Vilches, Alma; Alfaro, Rosmeri (2 июня 2020). Daños provocados por tormenta Amanda ascienden a $200 millones. Diario Co Latino (исп.). Архивировано 15 декабря 2020. Дата обращения: 18 декабря 2020.